# Pontifícia Comissão para o Estado da Cidade do Vaticano
A Pontifícia Comissão para o Estado da Cidade do Vaticano (italiano: Pontificia Commissione per lo Stato della Città del Vaticano) é o órgão legislativo da Cidade do Vaticano. É constituída por cardeais nomeados para cinco anos pelo Papa.
Leis e regulamentos propostos pela comissão deverão ser apresentados ao Papa através da Secretaria de Estado da Santa Sé antes de ser tornada pública e aprovada. As leis, regulamentos e instruções promulgadas pela comissão são publicados na Acta Apostolicae Sedis.
A Comissão é dirigida por um presidente, atualmente pela irmã  Raffaella Petrini , FSE da Itália. Além da sua função legislativa, o presidente é delegado como autoridade executiva para o estado do Papa.

## Membros
- Presidente Raffaella Petrini, FSE
- Cardeal Antonio Maria Vegliò
- Cardeal Domenico Calcagno
- Cardeal Giovanni Battista Re
- Cardeal Leonardo Sandri
- Cardeal Beniamino Stella
- Cardeal Kevin Joseph Farrell, L.C.
- Cardeal Stanisław Ryłko
- Cardeal Giuseppe Petrocchi
- Cardeal Daniel Sturla Berhouet, S.D.B.
- Cardeal Mauro Gambetti, O.F.M.Conv.[3]
- Cardeal Lazarus You Heung-sik[4]